# Amt Wohldenberg
Das Amt Wohldenberg war ein historischer Verwaltungsbezirk des Hochstifts Hildesheim, zeitweise des Fürstentums Braunschweig-Wolfenbüttel, später des Königreichs Hannover bzw. der preußischen Provinz Hannover.

## Geschichte
Das Amt Wohldenberg geht auf die 1174 als Sitz eines gleichnamigen Dynastengeschlechts (später Grafen von Wohldenberg) erstmals erwähnt Burg gleichen Namens zurück. Ab 1275 im Besitz der Bischöfe von Hildesheim, entwickelte sie sich zum Zentrum eines Amtes, das sich aus drei Goen (Ambergau, Niedere und Obere Go) zusammensetzte. Das Amt fiel im Quedlinburger Rezeß 1523 an das Fürstentum Braunschweig-Wolfenbüttel und kam 1643 zurück an das Hochstift Hildesheim. 1802 ging der Amtsbereich in preußische, 1807 in westphälische Herrschaft über. 1815 wurde das Amt unter hannoverscher Landeshoheit wiederhergestellt.
Im Zuge der Gebietsreform von 1852 wurde aus der bisher amtsfreien Stadt Bockenem, der ehemaligen zweiten Amtsvogtei des Amts Wohldenberg und den Dörfern Klein Ilde und Wohlenhausen des Amts Bilderlahe das Amt Bockenem gebildet. 1854 wurden die Dörfer Groß Rhüden, Mechtshausen und Bilderlahe hinzugelegt. 1859 wurde das Amt Wohldenberg aufgehoben und ganz mit dem Amt Bockenem vereinigt.

## Gemeinden
Die folgende Tabelle listet alle Gemeinden, die dem Amt Wohldenberg bis 1802 angehört haben und ihre Gemeindezugehörigkeit heute. In Spalte 2 ist die Anzahl aller Haushalte im Jahre 1760 verzeichnet, und zwar Freie Häuser, Vollhöfe, Halbspännerhöfe, Viertelspännerhöfe, Großköthnerhöfe, Kleinköthnerhöfe und Brinksitzer zusammengenommen (im Original jeweils einzel aufgeführt). In Spalte 3 ist zum Vergleich die Einwohnerzahl im Jahr 1910 verzeichnet, in Spalte 4 die heutige Gemeindezugehörigkeit.
| Altgemeinde    | Haushalte | 1910  | heute            | Anmerkung                                                       |
| -------------- | --------- | ----- | ---------------- | --------------------------------------------------------------- |
| Alt Wallmoden  | 22        | 136   | Wallmoden        | Alten Walmoden, 1910 Gutsbezirk: 241 Ew.                        |
| Astenbeck      | 1         | 247   | Holle            | Vorwerk, Ew. 1910 mit Derneburg                                 |
| Baddeckenstedt | 39        | 638   | Baddeckenstedt   |                                                                 |
| Binder         | 34        | 257   | Baddeckenstedt   |                                                                 |
| Bockenem       | 295       | 2.412 | Bockenem         | Stadt                                                           |
| Bönnien        | 29        | 363   | Bockenem         |                                                                 |
| Bültum         | 27        | 221   | Bockenem         | Bültumb                                                         |
| Derneburg      | 1         | 247   | Holle            | Kloster, Ew. 1910 mit Astenbeck                                 |
| Grasdorf       | 39        | 325   | Holle            |                                                                 |
| Groß Elbe      | 68        | 609   | Elbe             | Großen Elbe                                                     |
| Groß Heere     | 52        | 706   | Heere            | Großen Heere                                                    |
| Groß Ilde      | 30        | 207   | Bockenem         | Großen Ille                                                     |
| Gustedt        | 38        | 382   | Elbe             | Gutstedt                                                        |
| Hackenstedt    | 50        | 412   | Holle            |                                                                 |
| Hary           | 40        | 414   | Bockenem         |                                                                 |
| Heersum        | 63        | 449   | Holle            | Hersum                                                          |
| Heinde         | 39        | 555   | Bad Salzdetfurth |                                                                 |
| Henneckenrode  | 9         | 181   | Holle            |                                                                 |
| Holle          | 67        | 817   | Holle            |                                                                 |
| Klein Elbe     | 19        | 259   | Elbe             | Kleinen Elbe                                                    |
| Klein Heere    | 27        | 262   | Heere            | Kleinen Heere                                                   |
| Lechstedt      | 26        | 203   | Bad Salzdetfurth | Leckstedt                                                       |
| Listringen     | 28        | 165   | Bad Salzdetfurth |                                                                 |
| Luttrum        | 26        | 226   | Holle            |                                                                 |
| Nette          | 39        | 411   | Bockenem         |                                                                 |
| Neuwallmoden   | 4         | 291   | Wallmoden        | Neuenwalmoden, 1910 Kreis Gandersheim im Herzogtum Braunschweig |
| Rhene          | 13        | 135   | Baddeckenstedt   | Rehne                                                           |
| Sehlde         | 57        | 991   | Sehlde           | Sehle                                                           |
| Sillium        | 38        | 494   | Holle            | Sillien, darin ein Vorwerk                                      |
| Söder          | 1,5       | 144   | Holle            | Söder (1910: Gutsbezirk Söder)                                  |
| Sottrum        | 56        | 438   | Holle            | Sottrumb                                                        |
| Störy          | 31        | 291   | Bockenem         | Story                                                           |
| Upstedt        | 29        | 229   | Bockenem         | Ubstedt                                                         |
| Wartjenstedt   | 28        | 290   | Baddeckenstedt   | Wardtgenstedt                                                   |
| Werder         | 21        | 177   | Bockenem         | Weder                                                           |
| Wohldenberg    | 1         | -     | Holle            | 1 Amtshaus                                                      |

## Drosten und Amtmänner

### Drosten
- 1643–1666: Carsten Christoph von Wobersnow
- 1668–1701: Adam Arnold von Bocholtz
- 1709–1755: Johann Friedrich Anton von Bocholtz
- 1756–1780: Jobst Edmund von Brabeck
- 1780–1800: Clemens August von Mengersen
- 1800–1806: Friedrich Wilhelm Bruno von Mengersen

### Amtmänner
- bis 1624: Timotheus Andreas Sattler (1577–1624)
- um 1626: Philipp Knochenhauer
- 1634–1636: Bernhard Möller
- 1643–1663: Lukas Uphues
- 1663–1667: Jobst Lukas Uphues
- 1667–1701: Walter Heising
- 1701–1715: Bernhard Theodor Heising
- 1715–1769: Heinrich Theobald Stolte
- 1754–1798: Joachim Heinrich Stolte
- 1798–1803: Karl Ludwig Stolte